# Tapinanthus
Tapinanthus är ett släkte av tvåhjärtbladiga växter. Tapinanthus ingår i familjen Loranthaceae.

## Dottertaxa tillTapinanthus, i alfabetisk ordning[1]
- Tapinanthus apodanthus
- Tapinanthus bangwensis
- Tapinanthus belvisii
- Tapinanthus buchneri
- Tapinanthus buntingii
- Tapinanthus buvumae
- Tapinanthus constrictiflorus
- Tapinanthus cordifolius
- Tapinanthus coronatus
- Tapinanthus dependens
- Tapinanthus erectotruncatus
- Tapinanthus erianthus
- Tapinanthus farmari
- Tapinanthus forbesii
- Tapinanthus glaucophyllus
- Tapinanthus globiferus
- Tapinanthus letouzeyi
- Tapinanthus longiflorus
- Tapinanthus malacophyllus
- Tapinanthus mechowii
- Tapinanthus mollissimus
- Tapinanthus ogowensis
- Tapinanthus oleifolius
- Tapinanthus ophiodes
- Tapinanthus pentagonia
- Tapinanthus praetexta
- Tapinanthus preussii
- Tapinanthus quequensis
- Tapinanthus rubromarginatus
- Tapinanthus sessilifolius